# Sân bay Berlevåg
Sân bay Berlevåg (tiếng Na Uy:Berlevåg lufthavn) (IATA: BVG, ICAO: ENBV) là một sân bay khu vực phục vụ Berlevåg ở Finnmark, Na Uy. Năm 2005 Sân bay Berlevåg đã phục vụ 4.264 lượt khách. Đơn vị vận hành là Avinor.
Hãng Widerøe hoạt động ở đây với máy bay Dash 8 kết nối cộng đồng này với Tromsø và các cộng đồng khác ở Finnmark. Tuyến bay được thực hiện theo hợp đồng nghĩa vụ dịch vụ công cộng với Bộ Giao thông Vận tải Na Uy.

## Các hãng hàng không và các tuyến bay
- Widerøe (Båtsfjord, Hammerfest, Kirkenes, Mehamn, Tromsø)